# Мария Анна Нейбургская
Мария Анна Нейбургская, полное имя Мария Анна Каролина Луиза Франциска Пфальц-Нейбургская (нем. Maria Anna Carolina von der Pfalz-Neuburg; 30 января 1693, Закупи — 12 сентября 1751, Ахаус, Мюнстер) — пфальцграфиня Рейна и Нейбурга, дочь нейбургского пфальцграфа Филиппа Вильгельма и герцогини Анны Марии Франциски Саксен-Лауэнбургской, жена баварского принца Фердинанда Баварского.

## Биография
Мария Анна Каролина родилась в семье пфальцграфа Рейна и Нейбурга Филиппа Вильгельма и его жены, герцогини Саксен-Лауэнбурга Анны Марии Франциски 30 января 1693 года. Три месяца спустя её отец умер от лихорадки. Через несколько лет мать вновь вступила в брак. Отчимом девочки стал принц Тосканы Жан Гастон де Медичи. Супружеская жизнь Анны Марии и Жана Гастона не сложилась и они стали жить порознь.
В двадцать шесть лет Мария Анна вышла замуж за двадцатилетнего баварского принца Фердинанда Марию Инноценца. Свадьба состоялась в Рейхштадте 5 февраля 1719 года. Жених уже имел добрачного сына Йозефа Фердинанда.
Через год в браке родился первый сын, а со временем ещё двое детей:
- Максимилиан Йозеф Франц (1720—1738) — баварский принц, умер в 18 лет.
- Клеменс Франц де Паула (1722—1770) — баварский принц, женат на Марии Анне Зульцбахской, имел несколько детей, которые умерли вскоре после рождения.
- Тереза Эммануэла (1723—1743) — баварская принцесса, умерла незамужней в 19 лет.

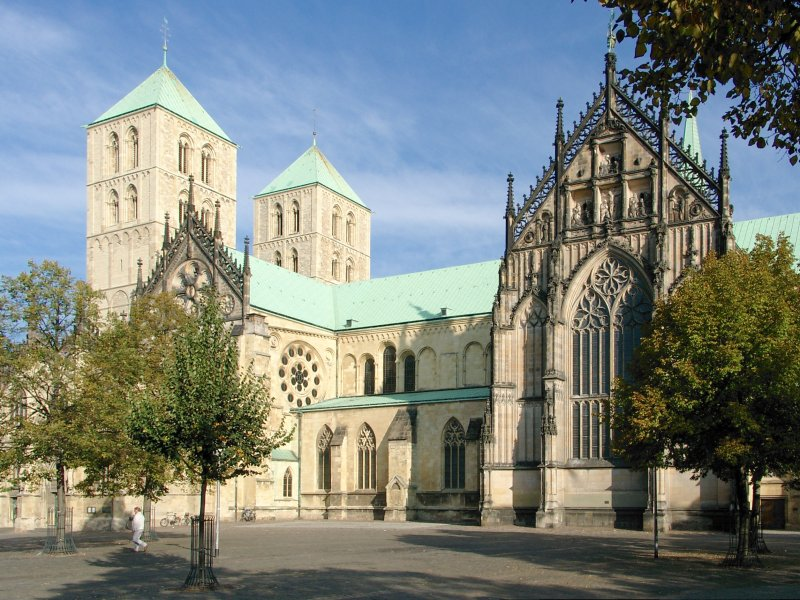
Мюнстерский собор

В браке Мария Анна и Фердинанд прожили двадцать лет. Принц умер в декабре 1738 года, чуть пережив своего сына Максимилиана.
Мария Анна Нейбургская умерла 12 сентября 1751 года в Ахаусе. Похоронена в мюнстерском соборе.